# 뇌샤텔 대학교
뇌샤텔 대학교(University of Neuchâtel)는 스위스 뇌샤텔에 위치한 프랑스어권 대학이다. 대학에는 4개의 학부(학교)와 인문과학, 자연과학, 법학 및 경제학을 포함한 12개 이상의 기관이 있다. 2,000명의 학생이 있는 예술 및 인간 과학 학부는 뇌샤텔 대학교를 구성하는 학교 중 가장 큰 학교이다.
대학의 연간 예산은 CHF 1억 4,400만이며, 연간 연구 기금은 CHF 4,000만이다. 600명의 박사 과정 학생을 포함하여 약 4,000명의 학생이 이 대학에 다니고 있으며, 매년 600개 이상의 졸업장, 면허, 박사 학위 및 인증서가 수여된다. 이 대학에는 1,100명 이상의 직원이 있다.

## 역사
뇌샤텔 대학교는 1838년 뇌샤텔의 왕자인 프로이센의 프리드리히 빌헬름 4세에 의해 설립된 아카데미를 대체했다. 예술 및 과학 분야의 면허 학위를 수여했다. 1848년 대평의회는 아카데미의 폐쇄를 선언했고, 1866년에 새로운 "아카데미"가 설립되어, 1909년에 최종적으로 이름이 바뀌었다.
뇌샤텔 대학교는 스위스의 프랑스어권 뇌샤텔 중심부에 위치해 있다.
2005년 이전에 뇌샤텔 대학교는 약간의 차이점을 제외하고는 프랑스 교육 모델을 따랐다. 대학은 현재 학사 학위, 석사 학위 및 박사 학위의 3단계 대학 학위 시스템을 제안하는 볼로냐 프로세스의 학문적 표준을 따른다.

## 아카데미 프로그램
뇌샤텔 대학교은 프랑스어와 영어로 수업을 제공한다. 프로그램은 학사, 석사 및 박사 학위 프로그램 과 같은 학부 및 대학원 수준에서 재무, 컴퓨터 과학, 법률, 경제, 과학 및 스포츠, 저널리즘 및 수학과 같은 분야로 분류된다.
레스터(영국)의 드몽포르 대학교 및 밀라노(이탈리아)의 SDA 보코니 경영대학원이고, 국제 스포츠 연구 센터(CIES)에서 조직한 다른 두 대학과 협력 하여 뇌샤텔 대학교는 스포츠의 법과 인문학의 FIFA 경영학 석사도 제공한다.

## 교수진

### 인문 학부
가장 큰 교수진에는 약 2000명의 학생이 있다. 연구 및 연구 분야는 고대 및 중세 언어 및 문명, 고고학, 미술사, 영어 및 문학, 프랑스어 및 문학, 논리학, 박물관학 및 철학이다. 사회 과학에서 사회 과정 이해 센터( Maison d'analyse des processus sociaux, MAPS )는 인류학, 지리학, 심리학 및 교육, 이민 및 인구 연구를 위한 스위스 포럼, 사회학의 5개 기관으로 구성된다. 학제 간 연구 프로젝트에 대한 협력 작업을 촉진한다.

### 과학 학부
이학부는 약 900명의 학생을 보유하고 있다. 이 교수진은 생물학, 생물지구과학, 수문지질학, 지열과학, 정보기술, 수학, 화학 및 물리학과 같은 다양한 연구 영역에서 활발히 활동하고 있다. 그것은 국립 연구 역량 센터 중 하나인 식물 생존을 위한 최고의 스위스 하우스이다.

### 법학부
석사 내에서 6가지 오리엔테이션을 제공하는 560명의 학생이 있는 교수진: 비즈니스법, 국제 및 유럽법, 공법, 보건 및 생명공학법, 스포츠법, 사법직. 그것은 FIFA와 협력하여 밀라노의 SDA 보코니 대학교 및 레스터의 드몽포르 대학교와 3주기 국제 석사 학위를 보유하고 있으며, IDS(Institute of Health Law) 또는 국제 스포츠 과학 센터(CIES)와 같은 많은 기관을 계산한다.

### 경제학부
경제학부는 약 700명의 학생이 재학 중이며, 대학 최고의 교수진이다. 재무 분석, 국제 비즈니스 개발, 공공 경제, 공공 정치 및 관리, 노동 및 조직 심리학, 통계 및 정보 시스템과 같은 다양한 분야에서 석사 학위 프로그램을 제공한다. 스위스 내에서 유일무이한 것은 저널리즘 미디어 아카데미 : 미디어 세계에서 기업의 새로운 요구에 초점을 맞춰 해당 분야의 전문가들로 구성된 통합 석사 프로그램이다. 경제학 학사는 HSG 앞에서 스위스 최고의 학사로 평가받았다.

### 신학부(2015년까지)
작고, 역사적인 건물인 저명한 파스퇴르 도서관의 자리에는 신학부가 있다. 뇌샤텔은 제네바 대학과 로잔 대학에서 신학 석사 학위를 공동으로 수여했다. 2015년에는 신학부가 문을 닫았다. 이제 신학에 대한 교육과 연구가 제네바 대학교와 로잔 대학교에서 이루어 지고 있다.

## NSF 리서치 위원회
연구 위원회는 대학 구성원으로 구성된 스위스 국립 과학 재단 (SNSF)의 기관이다. SNSF의 기관으로서, 첫째로 후배 연구자에게 연구비를 제공하고, 둘째로 선진 연구에 대한 연구비를 자문하는 역할을 한다. 총장을 대신하여 SNSF가 해당 부서에 제출한 신청서에 대해 기관 통지를 설정한다. 또한 기부 및 제안 대학의 기금에 따라 장학금 및 보조금에 대한 전문 지식을 주장한다.

## 프랑스어 문명 연구소
여름 코스(Cours d'été)가 연결된 뇌샤텔 대학의 ILCF(Institut de langue et culture françaises)는 비원어민에게 프랑스어를 가르치는 전문 연구 센터(FLE)이다.
학년도에는 다음을 제공한다.
- 프랑스어, 문학 및 문화 연구 교육;
- FLE 예비 교사를 위한 전문 교육;
- 다양한 학부(Swiss Mobility and Erasmus)의 비 프랑스어를 구사하는 학생들을 위한 보충 프랑스어 과정